# Willi Lührs
Willi Lührs (* 4. Mai 1913 auf Norderney; † 21. Oktober 1974 in Hannover) war ein deutscher Politiker (SPD). Er war Bürgermeister von Norderney und Abgeordneter im Niedersächsischen Landtag.
Lührs absolvierte nach dem Besuch der Volksschule eine Ausbildung als Bau- und Möbeltischler. Ab 1950 war er hauptamtlich als Angestellter einer Wohlfahrtsorganisation in der Jugend- und Kinderheilfürsorge tätig. Mit Ausnahme in der Zeit des Nationalsozialismus hatte er sich schon seit seiner Jugend in der sozialistischen Jugendbewegung betätigt.
Nach dem Zweiten Weltkrieg wurde er Mitglied des Kreistages Norden und des Stadtrates von Norderney, dessen Bürgermeister Lührs von 1956 bis zu seinem Tod im Jahr 1974 war. Während dieser Zeit wurde Lührs auch in den Niedersächsischen Landtag gewählt, dem er in drei Wahlperioden vom 6. Mai 1959 bis zum 20. Juni 1970 angehörte.